# Milutin (Stojadinović)
Milutin, imię świeckie Marko Stojadinović (ur. 23 lipca 1918 w Gornjim Kovilju, zm. 20 września 1992) – serbski biskup prawosławny.

## Życiorys
Ukończył seminarium duchowne św. Sawy przy monasterze Rakovica, a następnie studia teologiczne na Uniwersytecie Belgradzkim. 10 sierpnia 1939 został postrzyżony na mnicha w monasterze Grgeteg. 27 września 1940 został wyświęcony na hierodiakona przed biskupa niskiego Jana, natomiast 19 sierpnia 1945 przyjął święcenia kapłańskie z rąk biskupa budimljańskiego Waleriana. Był przełożonym monasteru Grgeteg, kierował także monasterem Krušedol i służył jako ekonom w domu biskupim w Sremskich Karlovcach. Następnie był również jednym z pracowników rezydencji patriarszej w Belgradzie, służył w eparchii sremskiej i wykładał w seminariach Serbskiego Kościoła Prawosławnego w Prizrenie, Belgradzie i Sremskich Karlovcach. W tym ostatnim seminarium po 1945 pełnił obowiązki rektora. Do tego czasu został archimandrytą.
W 1977 został wybrany na biskupa timockiego i wyświęcony 10 lipca 1977 tegoż roku w soborze św. Michała Archanioła w Belgradzie. Na urzędzie pozostawał do śmierci w 1992.